# 法伊施特瑙
法伊施特瑙是奥地利萨尔茨堡州萨尔茨堡城郊县的一个市镇。总面积51.23平方公里，总人口2878人，人口密度56.2人/平方公里（2005年）。